# Bardiani Valvole-CSF Inox/2013
Deze pagina geeft een overzicht van de Bardiani Valvole-CSF Inox-wielerploeg in 2013.

## Algemene gegevens
Sponsors: Colnago & CSF Inox
Algemeen manager: Bruno Reverberi
Ploegleider: Roberto Reverberi, Mirko Rossato
Classificatie : Professional Continental Team
Fietsmerk: MCipollini
Land: Ierland

## Renners
| Naam                       | Geboortedatum | Nationaliteit | Ploeg 2012  |
| -------------------------- | ------------- | ------------- | ----------- |
| Enrico Barbin              | 04-03-1990    | Italië        | Neoprof     |
| Enrico Battaglin           | 17-11-1989    | Italië        |             |
| Nicola Boem                | 27-09-1989    | Italië        |             |
| Francesco Manuel Bongiorno | 01-09-1990    | Italië        | Neoprof     |
| Marco Canola               | 26-12-1988    | Italië        |             |
| Sonny Colbrelli            | 14-05-1990    | Italië        |             |
| Marco Coledan              | 22-08-1988    | Italië        |             |
| Donato De Jeso             | 27-02-1989    | Italië        | Neoprof     |
| Christian Delle Stelle     | 04-02-1987    | Italië        |             |
| Andrea Di Corrado          | 13-08-1988    | Italië        |             |
| Filippo Fortin             | 01-02-1989    | Italië        | Team Type 1 |
| Stefano Locatelli          | 26-02-1989    | Italië        |             |
| Sacha Modolo               | 19-06-1987    | Italië        |             |
| Angelo Pagani              | 04-08-1988    | Italië        |             |
| Andrea Pasqualon           | 02-01-1988    | Italië        |             |
| Stefano Pirazzi            | 11-03-1987    | Italië        |             |
| Edoardo Zardini            | 02-11-1989    | Italië        | Neoprof     |

## Belangrijke overwinningen
| Ronde van San Luis 2e etappe: Sacha Modolo Ronde van Italië 4e etappe: Enrico Battaglin Bergklassement: Stefano Pirazzi Ronde van het Qinghaimeer 1e etappe: Sacha Modolo 4e etappe: Sacha Modolo 8e etappe: Sacha Modolo 9e etappe: Sacha Modolo 11e etappe: Sacha Modolo 12e etappe: Sacha Modolo Ronde van de Limousin 2e etappe: Andrea Pasqualon Coppa Bernocchi Winnaar: Sacha Modolo Memorial Marco Pantani Winnaar: Sacha Modolo |

2000 · 2001 · 2002 · 2003 · 2004 · 2005 · 2006 · 2007 · 2008 · 2009 · 2010 · 2011 · 2012 · 2013 · 2014 · 2015 · 2016 · 2017 · 2018 · 2019 · 2020 · 2021 · 2022 · 2023 · 2024 · 2025